# سعود المجمد
سعود عبد العزيز المجمد، لاعب كرة قدم كويتي سابق، من مواليد 22 يوليو 1988.
سبق وأن لعب في نادي القادسية الكويتي في خط الهجوم، لكن اعتزل في بداية موسم 2019-20.

## وصلات خارجية
- سعود المجمد على موقع قاعدة بيانات كرة القدم.إي يو (الإنجليزية)
- سعود المجمد على موقع Soccerway.com (الإنجليزية)

1. ↑  "معلومات عن سعود المجمد على موقع scoresway.com". scoresway.com. مؤرشف من الأصل في 2018-02-26.
2. ↑  "معلومات عن سعود المجمد على موقع transfermarkt.com". transfermarkt.com. مؤرشف من الأصل في 2022-09-30.
3. ↑  "معلومات عن سعود المجمد على موقع footballdatabase.eu". footballdatabase.eu. مؤرشف من الأصل في 2021-06-28.